# 奥羽大学薬学部薬用植物園
奥羽大学薬学部薬用植物園（おううだいがくやくがくぶやくようしょくぶつえん）は、奥羽大学薬学部が管理運営する薬用植物園である。

## 概要
奥羽大学への薬学部新設に伴い、同大学のキャンパス内に2005年に開設された。敷地面積は8700m2。広場を中心に栽培区画を同心円状に配置し、カンゾウやムラサキなど90科250種の薬用植物を栽培する。原則として非公開であるが、年に数回一般公開の機会が設けられる。
2016年からは、平田村と共同でウラルカンゾウの栽培研究、薬草入浴剤の商品化の取り組みが行われている。